# Aich (Moosburg an der Isar)
Aich ist ein Kirchdorf im nördlichen Landkreis Freising (Oberbayern). Seit dem 1. Januar 1978 ist Aich ein Gemeindeteil der Stadt Moosburg an der Isar.

## Geographie
Der Ort liegt am nördlichen Ende des Erdinger Mooses. Mitten durch den Ort fließt von Süd nach Nord die Sempt und teilt die Siedlung in zwei Hälften. Ebenfalls von Süden kommt der Pfrombach und fließt im östlichen Ortsteil parallel zur Sempt nach Norden. Im Westen der Ortschaft liegt der Mittlere-Isar-Kanal. Die Bundesautobahn 92 (Europastraße 53) verläuft westlich des Ortes. Auf der Staatsstraße 2054 sind es etwa 4 Kilometer nach Moosburg an der Isar. Aich besteht aus den Ortsteilen Aich, Ballauf, Moos und Oberpolln. Das Dorf ist von mehreren Baggerweihern umgeben, die im Rahmen des Kiesabbaus entstanden sind.

## Geschichte
Erstmals erwähnt wurde Aich als ad Eicka im Jahre 895 oder 899. Auch in den Conradinischen Bistumsmatrikeln von 1315 taucht Aich auf und wird dort als Filiale von Pfrombach erwähnt.
Das älteste Gebäude im Ort ist die katholische Filialkirche St. Georg, ein spätgotischer Backsteinbau mit eingezogenem Polygonalchor und Flankenturm aus der 2. Hälfte des 15. Jahrhunderts, sie wurde 1708 umgestaltet und am 29. Juni 1708 von Kardinal Johann Theodor von Bayern neu geweiht. Sie ist eine Filiale der Pfarrei St. Margaretha in Pfrombach.
Mit dem bayerischen Gemeindeedikt von 1818 wurde die politische Gemeinde Pfrombach gegründet, zu der auch der Ort Aich gehörte. 1927 wurde die Gemeinde von Bezirksamt Erding zum Bezirksamt Freising umgegliedert. Am 1. Januar 1978 wurde die Gemeinde im Rahmen der Gebietsreform in Bayern in die Stadt Moosburg eingemeindet. Nahe Aich entstand ab 1993 das Gewerbe- und Industriegebiet Degernpoint als neuer Stadtteil Moosburgs.
War der Ort bis in die 1960er Jahre noch ein typisches Bauerndorf, wuchs die Bevölkerung – auch auf Grund des neuen Flughafens – stark an. Allein von 2012 bis 2022 stieg die Einwohnerzahl von 304 auf 766 Einwohner.

## Infrastruktur und Vereine
Der Ort verfügt über eine Freiwillige Feuerwehr mit rund 60 aktiven Mitgliedern, einen Schützenverein (SG Aich) und einen Kindergarten. 1976 wurde im Schützenheim in Aich der Eishockeyverein Aich (EVA) gegründet. Seit Mitte Dezember 2023 besteht eine ÖPNV-Anbindung mit der MVV-Buslinie 687 Moosburg – Gewerbegebiet Degernpoint – Aich – Buch a Erlbach/Thann.